# میشل بیبوله
میشل بیبوله (فرانسوی: Michel Bibollet‎؛ زادهٔ ۲۴ مارس ۱۹۶۳) دوچرخه‌سوار اهل فرانسه است.